# Locust Valley (New York)
Locust Valley est une census-designated place du comté de Nassau dans la banlieue de New York.
Sa population était de 3 406 habitants en 2010.

## Personnalités notables
Des personnalités comme John Lennon ou Franklin D. Roosevelt ont passé beaucoup de temps à Locust Valley.